# Garcinia havilandii
Garcinia havilandii là một loài thực vật có hoa trong họ Bứa. Loài này được Stapf mô tả khoa học đầu tiên năm 1894.